# Arlandaleden
Arlandaleden (även kallad E4.65) är en motorväg i Sigtuna kommun som förbinder E4 med Arlanda flygplats. Tillsammans bildar de den huvudsakliga transportleden mellan Stockholm och flygplatsen. En del av sträckan delas med länsväg 273, som svänger av mot Almungevägen halvvägs längs sträckan. Arlandaleden invigdes i oktober 1963 som tvåfilig motorväg. Den klassades om till motortrafikled i samband med högertrafikomläggningen 1967. I samband med att leden breddades till fyra körfält 1990 uppgraderades den till motorväg. Hela vägen är skyltad 100 km/h.
Alla Sveriges tre flygplansviadukter finns kring Arlanda. En av dem går över Arlandaleden, som passerar under taxibanan till Arlandas bana 01R/19L.

## Trafikplatser
|  | Nr  | Namn                 | Skyltning                                      |
|  | --- | -------------------- | ---------------------------------------------- |
|  | 181 | Trafikplats Arlanda  | E4, Stockholm, Sundsvall, (263) Märsta Sigtuna |
|  |     | Trafikplats Nybygget | 273 Almunge, Norrtälje                         |